# 伊朗库尔德斯坦民主党

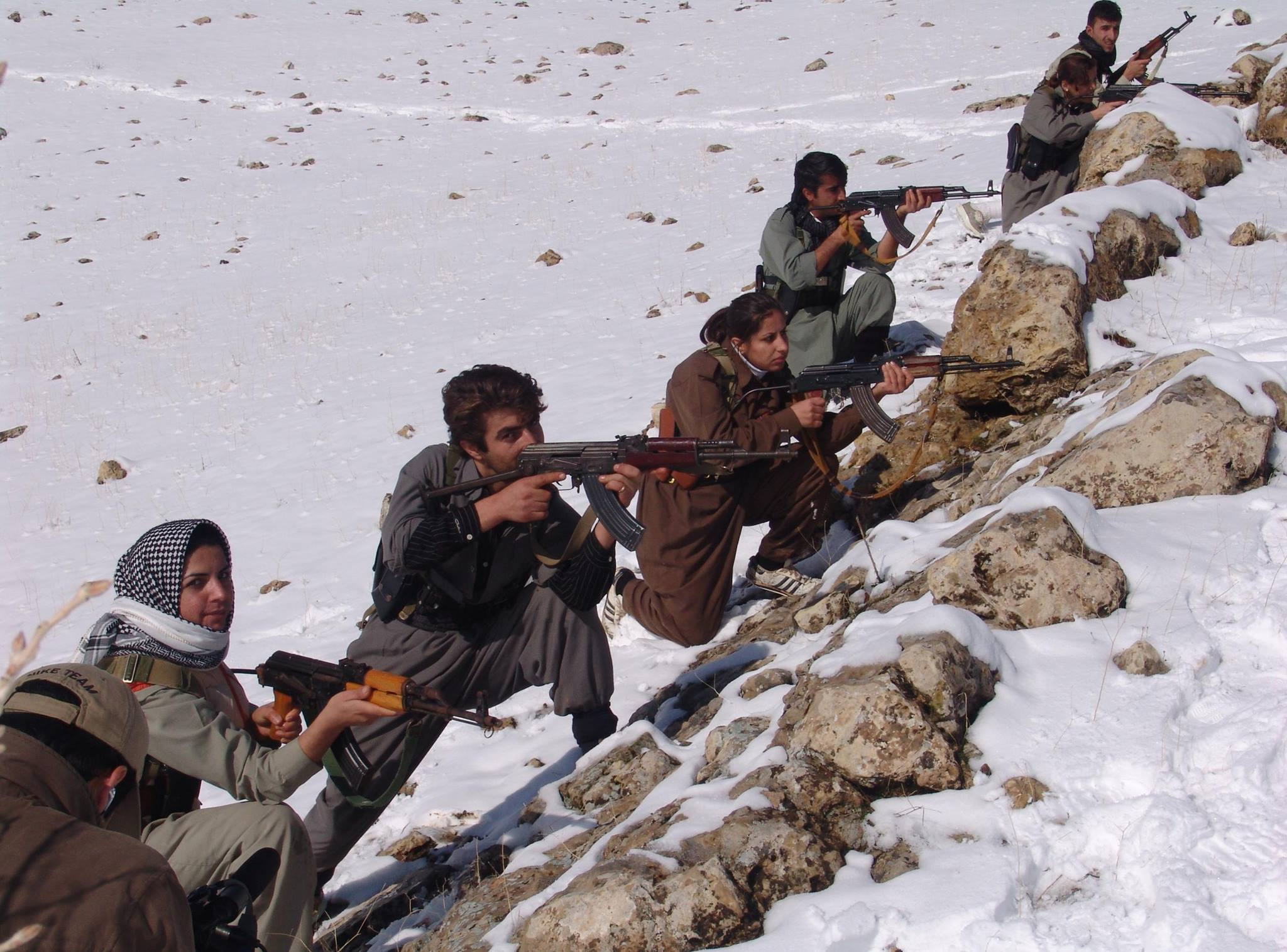
伊朗庫德斯坦民主黨戰士，攝於2013年

伊朗庫德斯坦民主黨（簡稱PDKI或KDPI，羅馬化：Hîzbî Dêmukratî Kurdistanî Êran, HDKA，羅馬化：Ḥezb-e Demokrāt-e Kordestān-e Īrān）是伊朗庫德人的武裝左翼政黨，因在伊朗被查禁而流亡於伊拉克北部。此組織主張庫德人民族自決，推動庫德分離主義或追求聯邦制下的自治權。
自1979年起伊朗庫德斯坦民主黨即以游擊戰的形式持續對抗伊朗伊斯蘭共和國政府，包括1979年伊朗庫德起義、1989年－1996年間的伊朗庫德斯坦民主黨動亂與2016年至今的伊朗西部動亂等，伊朗伊斯蘭革命衛隊將其視為恐怖組織。

## 歷史
伊朗库尔德斯坦民主党於1945年8月16日由庫德民族主義者卡齊·穆罕默德在伊朗马哈巴德建立，穆罕穆德等領導人均被逮捕處決。
隨後伊朗库尔德斯坦民主党與伊朗人民黨合作，在穆罕默德·摩萨台統治時期（1951年至1953年）短暫復甦，但巴勒維國王重新掌權後再度失勢。1958年伊朗库尔德斯坦民主党一度打算與庫德斯坦民主黨（KDP）合併，但在合併完成前即被伊朗秘密警察薩瓦克查禁，殘餘成員原本支持KDP，不過巴勒維政權隨後開始資助KDP對抗伊拉克政權，作為交換條件KDP也停止支持伊朗库尔德斯坦民主党。伊朗库尔德斯坦民主党被迫重組，其中親KDP的領導人艾哈邁德·陶菲克（Ahmad Tawfiq）漸被邊緣化，同時許多共產主義者與民族主義者加入，組成革命委員會以繼續對抗巴勒維政權，委員會於1967年發動起義，但於一年後宣告失敗。
在新任領導人阿布都·拉曼·卡西姆盧領導下，伊朗库尔德斯坦民主党與伊斯蘭主義者、共產主義者合作以對抗巴勒維政權，於1979年伊朗伊斯蘭革命中將其推翻，然而何梅尼的新政權拒絕了庫德人的訴求，反而開始鎮壓伊朗库尔德斯坦民主党等庫德組織，伊朗库尔德斯坦民主党繼續在海外流亡，推動伊朗民主化、聯邦化與庫德人自治。
1981年，伊拉克開始資助伊朗库尔德斯坦民主党，向其提供武器，在諾德沙、席林堡等邊界城市從事游擊活動，企圖阻止伊朗使用通往巴格達的高速公路，但伊朗多次鎮壓其活動，在兩伊戰爭期間伊朗库尔德斯坦民主党始終未能扮演重要角色。1997年該黨呼籲伊朗庫德人杯葛1997年伊朗總統選舉，但成效不彰。2016年馬哈巴德示威爆發後，該黨宣布恢復武裝活動。